# Dexter (Kansas)
Pour les articles homonymes, voir Dexter.
La ville américaine de Dexter est située dans le comté de Cowley, dans l’État du Kansas. Lors du recensement de 2010, sa population s’élevait à 278 habitants.